# Vivianne Miedema
Anna Margaretha Marina Astrid "Vivianne" Miedema, RON (Hoogeveen, 1996. július 15. –) Európa-bajnok és világbajnoki ezüstérmes holland női válogatott labdarúgó, jelenleg az angol bajnokságban érdekelt Arsenal támadója. Hollandia legeredményesebb gólszerzője mind a férfi, mind a női válogatott tekintetében. A női labdarúgás egyik kiemelkedő képviselője.

## Pályafutása

### Klubcsapatokban

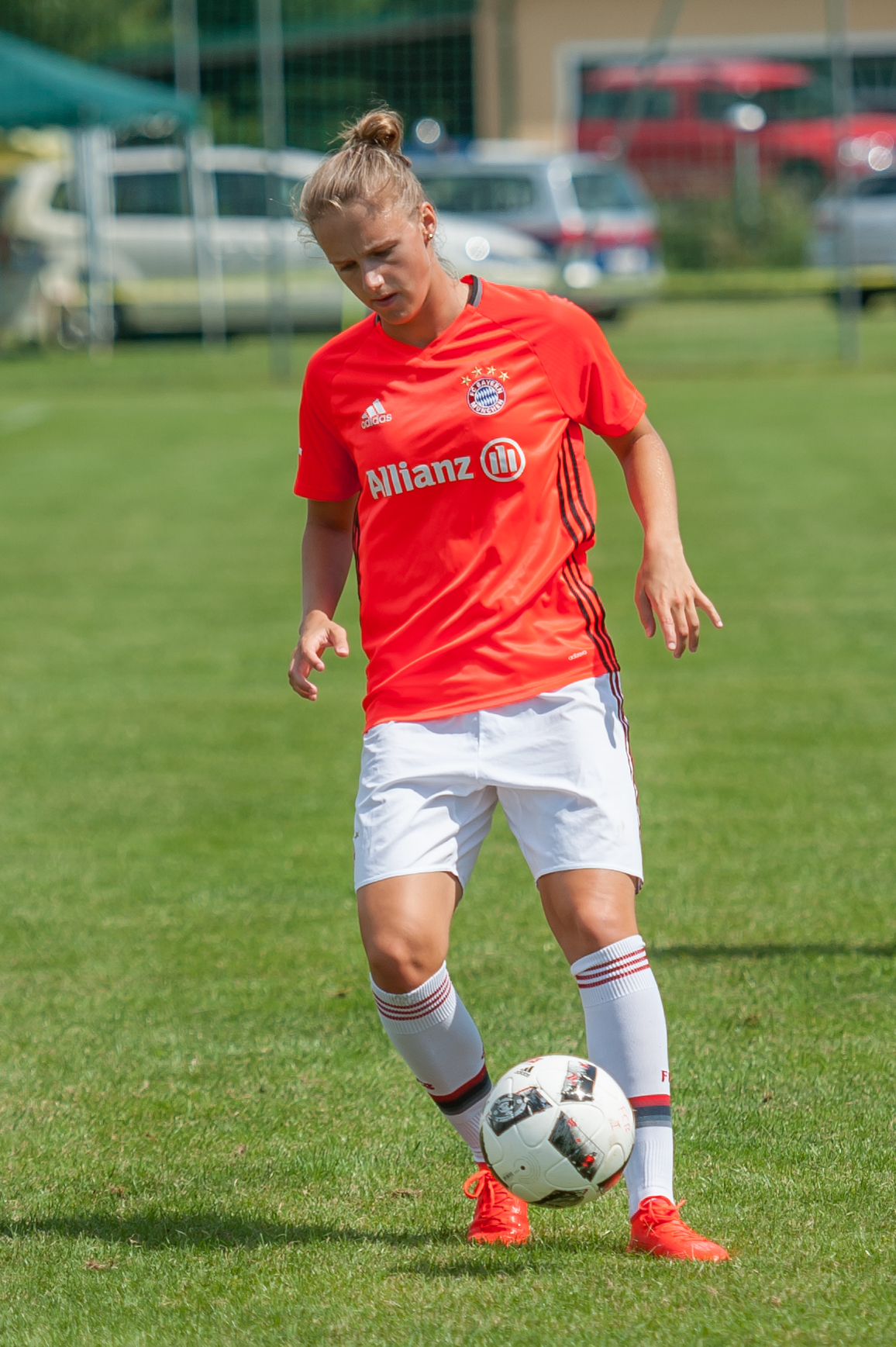
A St. Pölten elleni BL mérkőzés előtt a Bayern München mezében 2016. július 23-án.

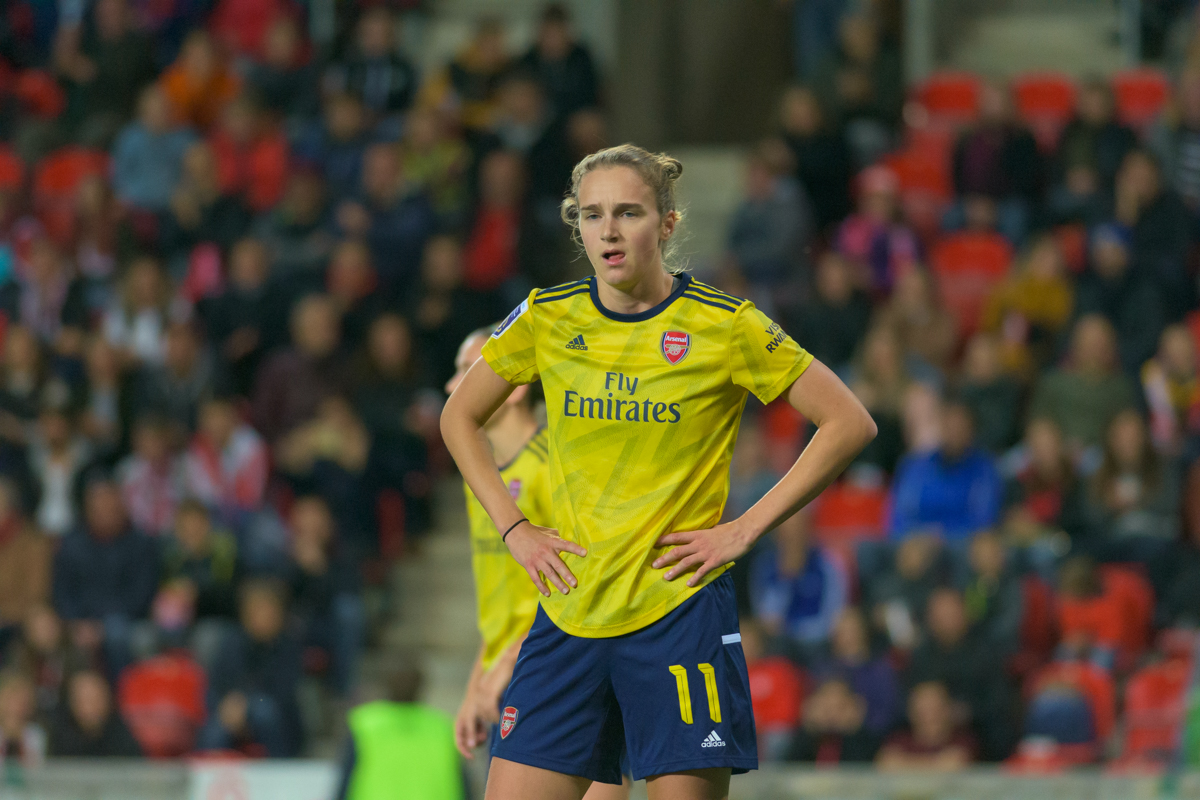
2019-ben az Arsenal színeiben.

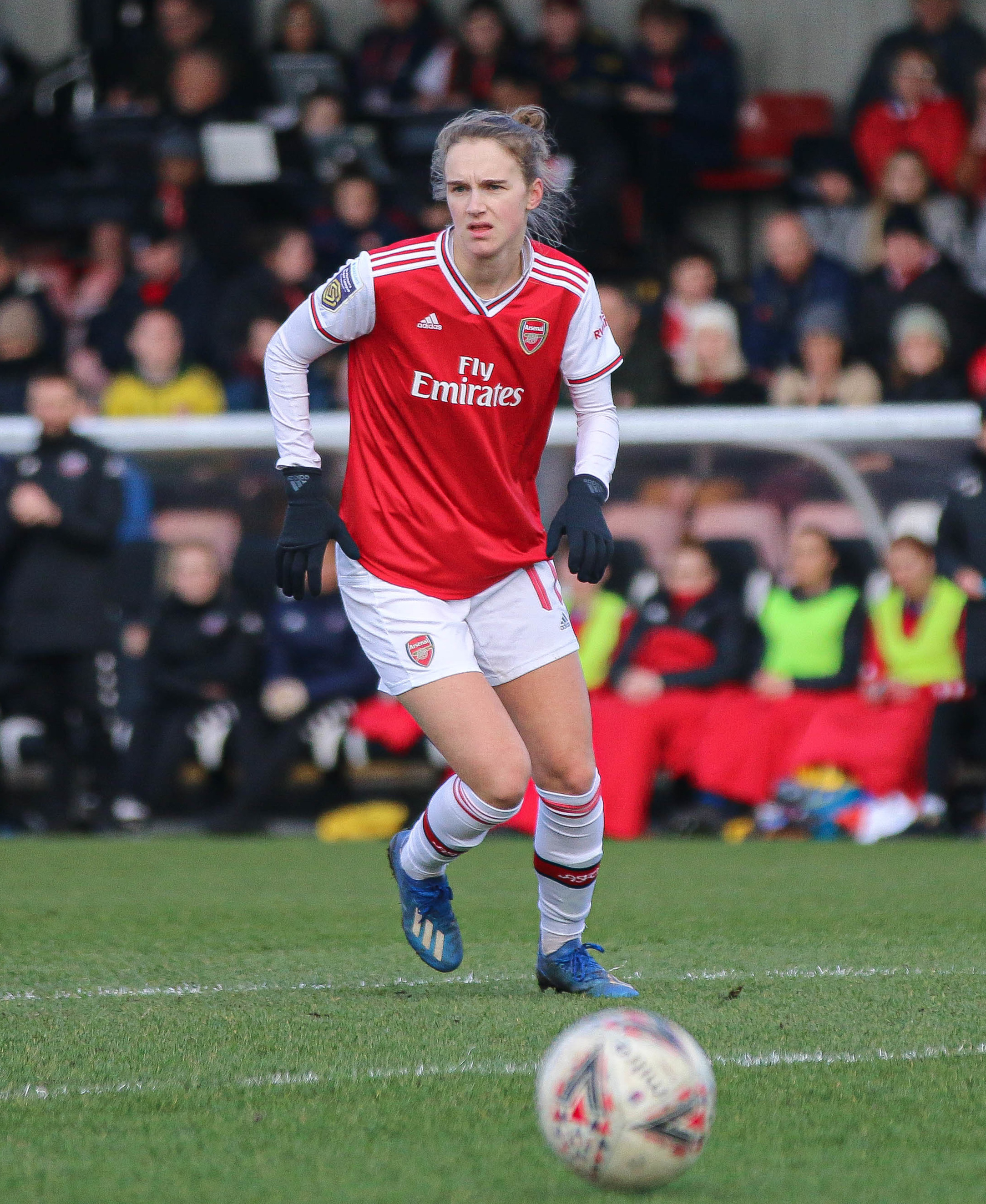
A 2020. február 23-i Lewes elleni kupamérkőzésen

#### Heerenveen
14 évesen került az SC Heerenveen akadémiájára, ahol 15 évesen az Eredivisie Vrouwen legfiatalabb játékosává vált bajnoki bemutatkozása után. A BeNe League 2013–14-es szezonjában 39 góljával gólkirálynői címet szerzett.

#### Bayern München
2014 júniusában szerződést kötött a Bayern München együttesével. Az ifjúsági csapathoz került, akikkel 2014–2015-ben veretlenül nyerték meg a korosztályos bajnokságot.

#### Arsenal
2017 májusában az angol Arsenal csapatához szerződött és október 29-én megszerezte első találatát az Everton ellen. A 2018–19-es szezon első fordulójában csapata 5–0-ra győzte le a Liverpoolt, ezen a találkozón Miedema mesterhármast ért el. A szezont 20 mérkőzésen szerzett 22 találatával fejezte be, mellyel együttese bajnoki címében fontos szerepet vállalt.
A 2019–20-as kiírás 7. fordulójában a Bristol City csapatát hazai pályán 11-1 arányban győzték le, a mérkőzés góljaiból Vivianne hatot vállalt, mellette pedig négy gólpasszt osztott ki.
Az Everton elleni bajnoki mérkőzésen a bajnokság 9. fordulójában, megszerezte pályafutásának 200. hivatalos találatát.

### A válogatottban

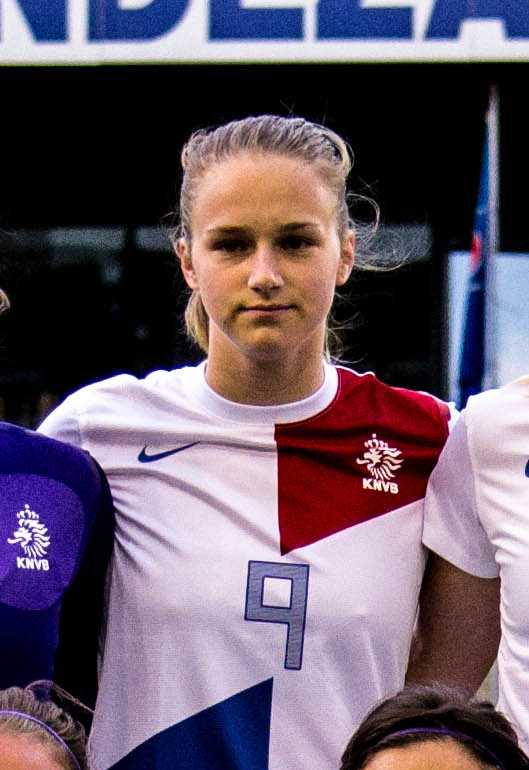
2014-ben holland mezben.

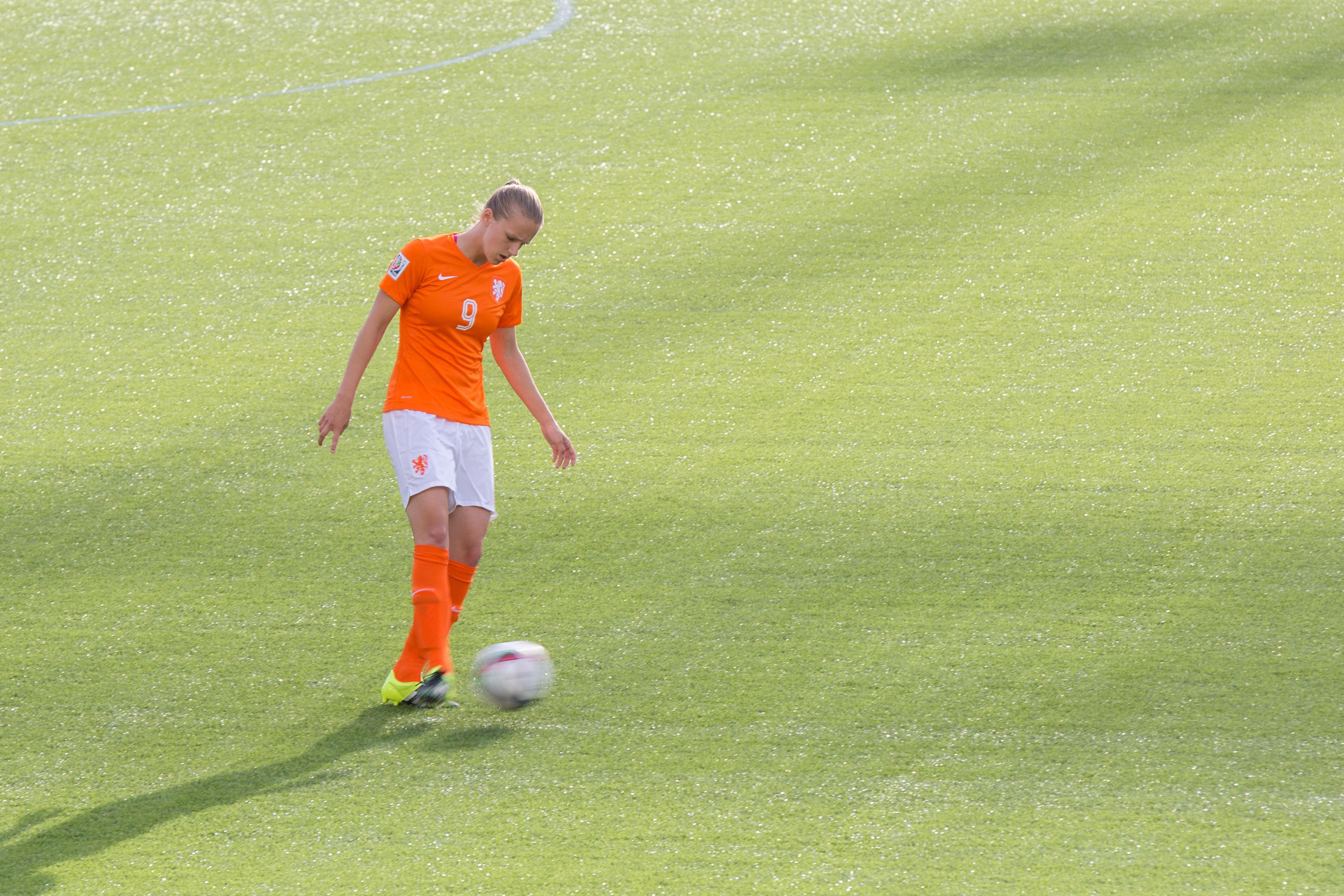
A 2015-ös világbajnokságon.

Az U17-es korosztályos válogatottban mutatkozott első ízben nemzeti színekben és a 2012-es Eb-selejtezőiben két találatot szerzett. A 2013-as kiírásban pedig három mérkőzésen 18 gólt lőtt, melyek közül a Kazahsztán ellen elért 8 találata a mai napig rekord a sorozat történetében. Még ebben az évben részese volt az U19-es Európa-bajnokságnak, majd Lieke Martens cseréjeként 2013. szeptember 26-án bemutatkozhatott a felnőtt válogatottban, az Albánia elleni vb-selejtező mérkőzésen.
Portugáliában lépett pályára második felnőtt meccsén, mesterhármasával pedig alapos fejtörést okozott Roger Reijners kapitánynak, aki bizalmat szavazott számára a további mérkőzéseken, Miedema pedig a norvég, a görög és a belga védelmet is kapitulációra késztette.
Júliusban csatlakozott az U19-es csapathoz és hat góljával gólkirálynői címet, valamint aranyérmet szerzett a 2014-es U19-es Eb-n.
A 2015-ös vb-selejtezők végeztével 16 találattal készülhetett a kanadai világbajnokságra, ahol négy találkozón lépett pályára, de gólt nem sikerült lőnie, csapatával pedig a legjobb 16 között búcsúzni kényszerültek.
A hazai rendezésű Eb a negyeddöntőben kezdte meg a gólgyártást és a döntőben Dánia ellen kétszer is betalált, melynek köszönhetően Hollandia első Európa-bajnoki győzelmét abszolválták csapattársaival.
A 2019-es vb-selejtezőn Hollandia a rájátszásban biztosította helyét a francia tornára. Miedema az összes mérkőzésén pályára lépett és 7 gólt jegyzett.
A világbajnokságon Kamerun ellen duplázott és az Olaszország elleni győzelemből egy góllal vette ki a részét. A döntőben azonban az Egyesült Államokkal szemben nem talált fogást, így az ezüstérmet vehette át a rendezvény végeztével.
Négy mérkőzésen szerzett 10 találatával lett a tokiói olimpia gólkirálynője. A negyeddöntőben azonban az Oranje büntetőkkel vérzett
el az amerikai tizenegy ellen.

## Sikerei, díjai

### Klubcsapatokban
Német bajnok (2):
- Bayern München (2): 2014–15, 2015–16

 Angol bajnok (1):
- Arsenal (1): 2018–19

 Angol ligakupa győztes (1):
- Arsenal (1): 2018

### A válogatottban
Hollandia
- Európa-bajnok: 2017
- Világbajnoki ezüstérmes: 2019
- U19-es Európa-bajnok: 2014

### Egyéni
BeNe League gólkirálynő (1): 2013–14 – (39 gól)
 Angol gólkirálynő (1): 2018–19 – (22 gól), 2019–20 – (16 gól)
 Az Év játékosa (1): 2019

## Statisztikái

### Klubcsapatokban
2021. szeptember 12-el bezárólag
| Szezon           | Klub             | Bajnokság        | Bajnoki | Bajnoki | Kupa  | Kupa | Nemzetközi | Nemzetközi | Össz. | Össz. |
| Szezon           | Klub             | Bajnokság        | Mérk.   | Gól     | Mérk. | Gól  | Mérk.      | Gól        | Mérk. | Gól   |
| ---------------- | ---------------- | ---------------- | ------- | ------- | ----- | ---- | ---------- | ---------- | ----- | ----- |
| 2011–12          | Heerenveen       | Eredivisie       | 17      | 10      | 2     | 2    | –          | –          | 19    | 12    |
| 2012–13          | Heerenveen       | BeNe League      | 26      | 27      | 2     | 2    | –          | –          | 28    | 29    |
| 2013–14          | Heerenveen       | BeNe League      | 26      | 41      | 1     | 1    | –          | –          | 27    | 42    |
| Klub összesen    | Klub összesen    | Klub összesen    | 69      | 78      | 5     | 5    | 0          | 0          | 74    | 83    |
| 2014–15          | Bayern München   | Bundesliga       | 17      | 7       | 2     | 1    | –          | –          | 19    | 8     |
| 2015–16          | Bayern München   | Bundesliga       | 22      | 14      | 4     | 4    | 2          | 0          | 28    | 18    |
| 2016–17          | Bayern München   | Bundesliga       | 22      | 14      | 3     | 4    | 6          | 8          | 31    | 26    |
| Klub összesen    | Klub összesen    | Klub összesen    | 61      | 35      | 9     | 9    | 8          | 8          | 78    | 52    |
| 2017–18          | Arsenal          | Super League     | 11      | 4       | 5     | 3    | –          | –          | 16    | 7     |
| 2018–19          | Arsenal          | Super League     | 20      | 22      | 7     | 9    | –          | –          | 27    | 31    |
| 2019–20          | Arsenal          | Super League     | 14      | 16      | 7     | 3    | 5          | 10         | 26    | 29    |
| 2020–21          | Arsenal          | Super League     | 22      | 18      | 3     | 5    | –          | –          | 25    | 23    |
| 2019–20          | Arsenal          | Super League     | 2       | 3       | 0     | 0    | 4          | 5          | 6     | 8     |
| Klub összesen    | Klub összesen    | Klub összesen    | 69      | 63      | 29    | 22   | 9          | 15         | 106   | 101   |
| Karrier összesen | Karrier összesen | Karrier összesen | 199     | 176     | 42    | 36   | 17         | 24         | 258   | 237   |

### A válogatottban
| Hollandia színeiben szerzett góljai | Hollandia színeiben szerzett góljai | Hollandia színeiben szerzett góljai                                | Hollandia színeiben szerzett góljai | Hollandia színeiben szerzett góljai | Hollandia színeiben szerzett góljai | Hollandia színeiben szerzett góljai |
| ----------------------------------- | ----------------------------------- | ------------------------------------------------------------------ | ----------------------------------- | ----------------------------------- | ----------------------------------- | ----------------------------------- |
|                                     |                                     |                                                                    |                                     |                                     |                                     |                                     |
| Gól                                 | Dátum                               | Helyszín                                                           | Ellenfél                            | Találat                             | Eredmény                            | Esemény                             |
| 1.                                  | 2013. október 26.                   | Estádio José de Carvalho, Maia, Portugália                         | Portugália                          | 5–0                                 | 7–0                                 | 2015-ös vb-selejtező                |
| 2.                                  | 2013. október 26.                   | Estádio José de Carvalho, Maia, Portugália                         | Portugália                          | 6–0                                 | 7–0                                 | 2015-ös vb-selejtező                |
| 3.                                  | 2013. október 26.                   | Estádio José de Carvalho, Maia, Portugália                         | Portugália                          | 7–0                                 | 7–0                                 | 2015-ös vb-selejtező                |
| 4.                                  | 2013. október 30.                   | Kras Stadion, Volendam, Hollandia                                  | Norvégia                            | 1–1                                 | 1–2                                 | 2015-ös vb-selejtező                |
| 5.                                  | 2013. november 23.                  | Woudestein Stadion, Rotterdam, Hollandia                           | Görögország                         | 2–0                                 | 7–0                                 | 2015-ös vb-selejtező                |
| 6.                                  | 2013. november 23.                  | Woudestein Stadion, Rotterdam, Hollandia                           | Görögország                         | 3–0                                 | 7–0                                 | 2015-ös vb-selejtező                |
| 7.                                  | 2013. november 23.                  | Woudestein Stadion, Rotterdam, Hollandia                           | Görögország                         | 6–0                                 | 7–0                                 | 2015-ös vb-selejtező                |
| 8.                                  | 2014. február 12.                   | Oosterenkstadion, Zwolle, Hollandia                                | Belgium                             | 1–0                                 | 1–1                                 | 2015-ös vb-selejtező                |
| 9.                                  | 2014. március 5.                    | GSZ Stadion, Lárnaka, Ciprus                                       | Ausztrália                          | 1–0                                 | 2–2                                 | 2014-es Ciprus-kupa                 |
| 10.                                 | 2014. március 12.                   | GSZ Stadion, Lárnaka, Ciprus                                       | Svájc                               | 1–0                                 | 4–1                                 | 2014-es Ciprus-kupa                 |
| 11.                                 | 2014. április 5.                    | Pankritio Stadion, Iráklio, Görögország                            | Görögország                         | 3–0                                 | 6–0                                 | 2015-ös vb-selejtező                |
| 12.                                 | 2014. május 7.                      | Den Dreef, Leuven, Belgium                                         | Belgium                             | 1–0                                 | 2–0                                 | 2015-ös vb-selejtező                |
| 13.                                 | 2014. szeptember 13.                | De Koel, Venlo, Hollandia                                          | Portugália                          | 1–0                                 | 3–2                                 | 2015-ös vb-selejtező                |
| 14.                                 | 2014. szeptember 13.                | De Koel, Venlo, Hollandia                                          | Portugália                          | 2–1                                 | 3–2                                 | 2015-ös vb-selejtező                |
| 15.                                 | 2014. szeptember 13.                | De Koel, Venlo, Hollandia                                          | Portugália                          | 3–2                                 | 3–2                                 | 2015-ös vb-selejtező                |
| 16.                                 | 2014. november 22.                  | Kyocera Stadion, Hága, Hollandia                                   | Olaszország                         | 1–1                                 | 1–1                                 | 2015-ös vb-selejtező                |
| 17.                                 | 2014. november 27.                  | Marcantonio Bentegodi Stadion, Verona, Olaszország                 | Olaszország                         | 1–0                                 | 2–1                                 | 2015-ös vb-selejtező                |
| 18.                                 | 2014. november 27.                  | Marcantonio Bentegodi Stadion, Verona, Olaszország                 | Olaszország                         | 2–0                                 | 2–1                                 | 2015-ös vb-selejtező                |
| 19.                                 | 2015. március 9.                    | GSP Stadion, Nicosia, Ciprus                                       | Anglia                              | 1–0                                 | 1–1                                 | 2015-ös Ciprus-kupa                 |
| 20.                                 | 2015. szeptember 17.                | De Vijverberg, Doetinchem, Hollandia                               | Fehéroroszország                    | 4–0                                 | 8–0                                 | Barátságos mérkőzés                 |
| 21.                                 | 2015. szeptember 17.                | De Vijverberg, Doetinchem, Hollandia                               | Fehéroroszország                    | 6–0                                 | 8–0                                 | Barátságos mérkőzés                 |
| 22.                                 | 2016. január 25.                    | Spice Hotel, Belek, Törökország                                    | Dánia                               | 1–0                                 | 2–1                                 | Barátságos mérkőzés                 |
| 23.                                 | 2016. március 2.                    | Kyocera Stadion, Hága, Hollandia                                   | Svájc                               | 2–1                                 | 4–3                                 | 2016-os olimpiai selejtező          |
| 24.                                 | 2016. március 9.                    | Het Kasteel, Rotterdam, Hollandia                                  | Svédország                          | 1–0                                 | 1–1                                 | 2016-os olimpiai selejtező          |
| 25.                                 | 2016. június 7.                     | Mandemakers Stadion, Waalwijk, Hollandia                           | Dél-afrikai Köztársaság             | 1–0                                 | 2–0                                 | Barátságos mérkőzés                 |
| 26.                                 | 2016. június 7.                     | Mandemakers Stadion, Waalwijk, Hollandia                           | Dél-afrikai Köztársaság             | 2–0                                 | 2–0                                 | Barátságos mérkőzés                 |
| 27.                                 | 2016. október 20.                   | Tony Macaroni Arena, Livingston, Skócia                            | Skócia                              | 1–0                                 | 7–0                                 | Barátságos mérkőzés                 |
| 28.                                 | 2016. október 20.                   | Tony Macaroni Arena, Livingston, Skócia                            | Skócia                              | 3–0                                 | 7–0                                 | Barátságos mérkőzés                 |
| 29.                                 | 2016. október 25.                   | Scholz Arena, Aalen, Németország                                   | Németország                         | 2–4                                 | 2–4                                 | Barátságos mérkőzés                 |
| 30.                                 | 2017. január 20.                    | Pinatar Arena, San Pedro del Pinatar, Spanyolország                | Románia                             | 6–1                                 | 7–1                                 | Barátságos mérkőzés                 |
| 31.                                 | 2017. január 20.                    | Pinatar Arena, San Pedro del Pinatar, Spanyolország                | Románia                             | 7–1                                 | 7–1                                 | Barátságos mérkőzés                 |
| 32.                                 | 2017. január 24.                    | Pinatar Arena, San Pedro del Pinatar, Spanyolország                | Oroszország                         | 1–0                                 | 4–0                                 | Barátságos mérkőzés                 |
| 33.                                 | 2017. január 24.                    | Pinatar Arena, San Pedro del Pinatar, Spanyolország                | Oroszország                         | 2–0                                 | 4–0                                 | Barátságos mérkőzés                 |
| 34.                                 | 2017. január 24.                    | Pinatar Arena, San Pedro del Pinatar, Spanyolország                | Oroszország                         | 4–0                                 | 4–0                                 | Barátságos mérkőzés                 |
| 35.                                 | 2017. március 3.                    | VRS António Sports Complex, Vila Real de Santo António, Portugália | Ausztrália                          | 1–3                                 | 2–3                                 | 2017-es Algarve-kupa                |
| 36.                                 | 2017. március 8.                    | Algarve Stadion, Faro-Loulé, Portugália                            | Japán                               | 3–2                                 | 3–2                                 | 2017-es Algarve-kupa                |
| 37.                                 | 2017. április 11.                   | De Vijverberg, Doetinchem, Hollandia                               | Izland                              | 1–0                                 | 4–0                                 | Barátságos mérkőzés                 |
| 38.                                 | 2017. április 11.                   | De Vijverberg, Doetinchem, Hollandia                               | Izland                              | 2–0                                 | 4–0                                 | Barátságos mérkőzés                 |
| 39.                                 | 2017. június 13.                    | De Adelaarshorst, Deventer, Hollandia                              | Ausztria                            | 2–0                                 | 3–0                                 | Barátságos mérkőzés                 |
| 40.                                 | 2017. július 8.                     | Het Kasteel, Rotterdam, Hollandia                                  | Wales                               | 3–0                                 | 5–0                                 | Barátságos mérkőzés                 |
| 41.                                 | 2017. július 8.                     | Het Kasteel, Rotterdam, Hollandia                                  | Wales                               | 4–0                                 | 5–0                                 | Barátságos mérkőzés                 |
| 42.                                 | 2017. július 29.                    | De Vijverberg, Doetinchem, Hollandia                               | Svédország                          | 2–0                                 | 2–0                                 | 2017-es Európa-bajnokság            |
| 43.                                 | 2017. augusztus 3.                  | De Grolsch Veste, Enschede, Hollandia                              | Anglia                              | 1–0                                 | 3–0                                 | 2017-es Európa-bajnokság            |
| 44.                                 | 2017. augusztus 6.                  | De Grolsch Veste, Enschede, Hollandia                              | Dánia                               | 1–1                                 | 4–2                                 | 2017-es Európa-bajnokság            |
| 45.                                 | 2017. augusztus 6.                  | De Grolsch Veste, Enschede, Hollandia                              | Dánia                               | 4–2                                 | 4–2                                 | 2017-es Európa-bajnokság            |
| 46.                                 | 2017. október 19.                   | NV Arena, Sankt Pölten, Ausztria                                   | Ausztria                            | 2–0                                 | 2–0                                 | Barátságos mérkőzés                 |
| 47.                                 | 2017. október 24.                   | Noordlease Stadion, Groningen, Hollandia                           | Norvégia                            | 1–0                                 | 1–0                                 | 2019-es vb-selejtező                |
| 48.                                 | 2017. november 24.                  | NTC Senec, Szenc, Szlovákia                                        | Szlovákia                           | 3–0                                 | 5–0                                 | 2019-es vb-selejtező                |
| 49.                                 | 2017. november 24.                  | NTC Senec, Szenc, Szlovákia                                        | Szlovákia                           | 4–0                                 | 5–0                                 | 2019-es vb-selejtező                |
| 50.                                 | 2018. április 6.                    | Philips Stadion, Eindhoven, Hollandia                              | Észak-Írország                      | 3–0                                 | 7–0                                 | 2019-es vb-selejtező                |
| 51.                                 | 2018. szeptember 4.                 | Intility Arena, Oslo, Norvégia                                     | Norvégia                            | 1–2                                 | 1–2                                 | 2019-es vb-selejtező                |
| 52.                                 | 2018. november 9.                   | Stadion Galgenwaard, Utrecht, Hollandia                            | Svájc                               | 3–0                                 | 3–0                                 | 2019-es vb-selejtező                |
| 53.                                 | 2018. november 13.                  | LIPO Park, Schaffhausen, Svájc                                     | Svájc                               | 1–0                                 | 1–1                                 | 2019-es vb-selejtező                |
| 54.                                 | 2019. január 19.                    | Green Point Stadion, Fokváros, Dél-afrikai Köztársaság             | Dél-afrikai Köztársaság             | 2–0                                 | 2–1                                 | Barátságos mérkőzés                 |
| 55.                                 | 2019. március 6.                    | Estádio Municipal, Albufeira, Portugália                           | Kína                                | 1–0                                 | 1–1                                 | 2019 Algarve Cup                    |
| 56.                                 | 2019. április 5.                    | GelreDome, Arnhem, Hollandia                                       | Dél-afrikai Köztársaság             | 2–0                                 | 2–1                                 | Barátságos mérkőzés                 |
| 57.                                 | 2019. április 9.                    | AFAS Stadion, Alkmaar, Hollandia                                   | Chile                               | 5–0                                 | 7–0                                 | Barátságos mérkőzés                 |
| 58.                                 | 2019. június 1.                     | Philips Stadion, Eindhoven, Hollandia                              | Ausztrália                          | 2–0                                 | 3–0                                 | Barátságos mérkőzés                 |
| 59.                                 | 2019. június 15.                    | Stade du Hainaut, Valenciennes, Franciaország                      | Kamerun                             | 1–0                                 | 3–1                                 | 2019-es világbajnokság              |
| 60.                                 | 2019. június 15.                    | Stade du Hainaut, Valenciennes, Franciaország                      | Kamerun                             | 3–1                                 | 3–1                                 | 2019-es világbajnokság              |
| 61.                                 | 2019. június 29.                    | Stade du Hainaut, Valenciennes, Franciaország                      | Olaszország                         | 1–0                                 | 2–0                                 | 2019-es világbajnokság              |
| 62.                                 | 2019. augusztus 30.                 | A. Le Coq Aréna, Tallinn, Észtország                               | Észtország                          | 1–0                                 | 7–0                                 | 2021-es Eb-selejtező                |
| 63.                                 | 2019. augusztus 30.                 | A. Le Coq Aréna, Tallinn, Észtország                               | Észtország                          | 5–0                                 | 7–0                                 | 2021-es Eb-selejtező                |
| 64.                                 | 2019. október 4.                    | Fazanerija City Stadion, Muraszombat, Szlovénia                    | Szlovénia                           | 1–0                                 | 4–2                                 | 2021-es Eb-selejtező                |
| 65.                                 | 2019. október 8.                    | Philips Stadion, Eindhoven, Hollandia                              | Oroszország                         | 2–0                                 | 2–0                                 | 2021-es Eb-selejtező                |
| 66.                                 | 2019. november 8.                   | Doğanlar Stadion, İzmir, Törökország                               | Törökország                         | 3–0                                 | 8–0                                 | 2021-es Eb-selejtező                |
| 67.                                 | 2019. november 8.                   | Doğanlar Stadion, İzmir, Törökország                               | Törökország                         | 5–0                                 | 8–0                                 | 2021-es Eb-selejtező                |
| 68.                                 | 2019. november 12.                  | GelreDome, Arnhem, Hollandia                                       | Szlovénia                           | 3–1                                 | 4–1                                 | 2021-es Eb-selejtező                |
| 69.                                 | 2019. november 12.                  | GelreDome, Arnhem, Hollandia                                       | Szlovénia                           | 4–1                                 | 4–1                                 | 2021-es Eb-selejtező                |
| 70.                                 | 2020. október 27.                   | Fadil Vokrri Stadion, Pristina, Koszovó                            | Koszovó                             | 5–0                                 | 6–0                                 | 2021-es Eb-selejtező                |
| 71.                                 | 2021. február 18.                   | Baldvin király Stadion, Brüsszel, Belgium                          | Belgium                             | 1–0                                 | 6–1                                 | Barátságos mérkőzés                 |
| 72.                                 | 2021. június 15.                    | De Grolsch Veste, Enschede, Hollandia                              | Norvégia                            | 1–0                                 | 7–0                                 | Barátságos mérkőzés                 |
| 73.                                 | 2021. június 15.                    | De Grolsch Veste, Enschede, Hollandia                              | Norvégia                            | 5–0                                 | 7–0                                 | Barátságos mérkőzés                 |
| 74.                                 | 2021. július 21.                    | Mijagi Stadion, Rifu, Japán                                        | Zambia                              | 1–0                                 | 10–3                                | 2020-as olimpia                     |
| 75.                                 | 2021. július 21.                    | Mijagi Stadion, Rifu, Japán                                        | Zambia                              | 3–0                                 | 10–3                                | 2020-as olimpia                     |
| 76.                                 | 2021. július 21.                    | Mijagi Stadion, Rifu, Japán                                        | Zambia                              | 4–1                                 | 10–3                                | 2020-as olimpia                     |
| 77.                                 | 2021. július 21.                    | Mijagi Stadion, Rifu, Japán                                        | Zambia                              | 7–1                                 | 10–3                                | 2020-as olimpia                     |
| 78.                                 | 2021. július 24.                    | Mijagi Stadion, Rifu, Japán                                        | Brazília                            | 1–0                                 | 3–3                                 | 2020-as olimpia                     |
| 79.                                 | 2021. július 24.                    | Mijagi Stadion, Rifu, Japán                                        | Brazília                            | 2–1                                 | 3–3                                 | 2020-as olimpia                     |
| 80.                                 | 2021. július 27.                    | Nissan Stadion, Jokohama, Japán                                    | Kína                                | 5–1                                 | 8–2                                 | 2020-as olimpia                     |
| 81.                                 | 2021. július 27.                    | Nissan Stadion, Jokohama, Japán                                    | Kína                                | 8–2                                 | 8–2                                 | 2020-as olimpia                     |
| 82.                                 | 2021. július 30.                    | Nissan Stadion, Jokohama, Japán                                    | Egyesült Államok                    | 1–0                                 | 2–2 (bü. 2–4)                       | 2020-as olimpia                     |
| 83.                                 | 2021. július 30.                    | Nissan Stadion, Jokohama, Japán                                    | Egyesült Államok                    | 2–2                                 | 2–2 (bü. 2–4)                       | 2020-as olimpia                     |
| 84.                                 | 2021. szeptember 17.                | Nissan Stadion, Jokohama, Japán                                    | Csehország                          | 1–1                                 | 1–1                                 | 2023-as vb-selejtező                |